# The Grand Hour
The Grand Hour è un extended play del gruppo musicale statunitense Guided by Voices, pubblicato nel 1993 dalla Scat.

## Storia
I brani Alien Lanes e Bee Thousand daranno poi il titolo a due successivi album pubblicati nel 1994 e nel 1995. Il brano Shocker in Gloomtown ha fatto parte del repertorio live del gruppo per molto tempo ed è stato inciso anche dai Breeders nell'Extended play Head to Toe del 1994.

## Tracce
Tutti i brani sono stati scritti da Robert Pollard, eccetto dove indicato diversamente.
Side A
1. "I'll Get Over It" (Jim Pollard, R. Pollard, Tobin Sprout) – 0:39
2. "Shocker in Gloomtown" – 1:25
3. "Alien Lanes" (J. Pollard, R. Pollard, Sprout) – 2:32

Side B
1. "Off the Floor" (Sprout) – 0:53
2. "Break Even" – 2:28
3. "Bee Thousand" – 1:30

## Formazione
- Robert Pollard – voce
- Tobin Sprout – chitarra
- Jim Pollard – chitarra
- Mitch Mitchell – basso
- Kevin Fennell – batteria